# Фортунский ярус
| система                                                                          | отдел        | ярус         | Ниж. граница, млн лет |
| -------------------------------------------------------------------------------- | ------------ | ------------ | --------------------- |
| Ордовик                                                                          | Нижний       | Тремадокский | 486,85 ±1,5           |
| Кембрий                                                                          | Фуронгский   | Ярус 10      | ~491,0                |
| Кембрий                                                                          | Фуронгский   | Цзяншаньский | ~494,2                |
| Кембрий                                                                          | Фуронгский   | Паибский     | ~497,0                |
| Кембрий                                                                          | Мяолинский   | Гужангский   | ~500,5                |
| Кембрий                                                                          | Мяолинский   | Друмский     | ~504,5                |
| Кембрий                                                                          | Мяолинский   | Вулиунский   | ~506,5                |
| Кембрий                                                                          | Отдел 2      | Ярус 4       | ~514,5                |
| Кембрий                                                                          | Отдел 2      | Ярус 3       | ~521,0                |
| Кембрий                                                                          | Терренувский | Ярус 2       | ~529,0                |
| Кембрий                                                                          | Терренувский | Фортунский   | 538,8 ±0,6            |
| Эдиакарий                                                                        | Эдиакарий    | Эдиакарий    | больше                |
| Деление и золотые гвозди в соответствии с IUGS по состоянию на декабрь 2024 года |              |              |                       |

Фортунский, или форчунский ярус (англ. Fortunian Stage) — нижний ярус терренувского отдела кембрийской системы в Международной стратиграфической шкале. Охватывает породы, сформировавшиеся в фортунский век — первый век кембрийского периода, палеозойской эры и фанерозойского эона, продолжавшийся 538,8 ±0,6 — 529 миллионов лет назад (всего около 10 миллионов лет). Располагается над докембрийскими породами эдиакарского периода неопротерозойской эры протерозойского эона. Основание определяется как первое появление ихновида Treptichnus pedum 538,8 миллионов лет назад. Верхняя граница является основанием яруса 2, официально ещё неопределённого, но в перспективе соответствующего появлению вида археоциат или «небольших раковинных окаменелостей» около 529 миллионов лет назад.

## История и наименование
Название фортунского яруса, как и терренувского отдела, было предложено Эдом Лендингом и коллегами в 2007 году и тогда же утверждено международной стратиграфической комиссией. Название яруса происходит от мыса Фортун-Хед («голова Фортуны») на острове Ньюфаундленд, Канада, где находится стратотип. Наименование также отсылает на населённый пункт Фортун, расположенный восточнее стратотипа, и на залив Фортун, находящийся сразу к западу от стратотипа.

## Глобальный стратотип
Глобальный стратотип (GSSP) фортунского яруса — мыс Фортун-Хед на северной окраине полуострова Бьюрин, остров Ньюфаундленд, Канада, 47°04′34″ с. ш. 55°49′52″ з. д.. Этот стратотип совпадает с основанием терренувского отдела, докембрийско-кембрийской границей и началом фанерозоя. В выходе пород заметна карбонатно-кремнезёмистая сукцессия, которая закартирована как формация Чапел-Айленд. Формация подразделяется на слои, состоящие из перитидальных песчаников и сланцев (слой 1), илистых дельтовых и шельфовых песчаников и аргиллитов (слой 2А), слоистых алевролитов (слои 2В и 3) и аргиллитов и известняков внутреннего шельфа (слой 4). Докембрийско-кембрийская граница проходит на 2,4 м выше основания второго слоя, в котором наблюдается самое низкое залегание Treptichnus pedum. Следы этих организмов можно увидеть на нижней поверхности слоёв песчаника. Первые известковые окаменелости раковинных скелетов (Ladatheca cylindrica) находятся на высоте 400 м над нижней границей кембрия. Первые трилобиты появляются на высоте 1400 м над границей, что соответствует началу бранхианского отдела.